# Ischnodora decolorata
Ischnodora decolorata là một loài bọ cánh cứng trong họ Cerambycidae.